# Flynneffekten
Flynneffekten (eng. The Flynn effect) är tendensen att resultaten från intelligenstester under lång tid blev högre för varje år, ett fenomen som i olika grad kan observeras över hela världen.
Den har fått sitt namn efter den nyzeeländske statsvetaren James R. Flynn som upptäckte fenomenet. Den genomsnittliga ökningen i IQ-värde har varit ungefär tre till sju IQ-punkter per decennium, men har börjat att plana ut i västvärlden.
Mer näringsrik kost till små barn, minskad mängd infektionssjukdomar bland små barn till följd av vaccination, mer stimulerande uppväxtmiljö och barns ökade läsning av böcker har föreslagits som orsaker. Data från Skandinavien visar dock att IQ-nivån även ökade under de relativt bistra åren under och strax efter andra världskriget.[källa behövs]